# Felix Strecker
Felix Strecker (* 27. Februar 1892 in Kreis Jarotschin (Dembno); † 10. November 1951 in München) war ein deutscher Elektrotechniker bei Siemens.

## Leben
1929 brachte Strecker mit Richard Feldtkeller durch Einführung der Matrizenrechnung die Vierpoltheorie zum Abschluss.
Anfang der 1930er-Jahre stellte er die Stabilitätskriterien der Ortskurve auf. Ähnlich stellte Harry Nyquist 1932 das Kriterium auf, das später Stabilitätskriterium von Nyquist genannt wurde.
In seiner Rezension zu Marcello Pirani hob Strecker neue Aspekte wie das Benutzen von Funktionsskalen bei der zeichnerischen Auswertung bestimmter Integrale, Interpolation in Netztafeln, Wanderkurven, Gleitkurven hervor.

## Schriften
- Über die Abhängigkeit der Frequenz des Röhrensenders von der Heizung der Röhre und der Anodenspannung; In Jahrbuch d. drahtl. Telegr. u. Teleph. Bd. 22; S. 244–274; 8; Berlin, Krayn; Halle, Naturwiss. Diss., 1924
- Grundlagen der Theorie des allgemeinen Vierpols; Berlin, Siemens u. Halske A.-G., 1929
- Die elektrischen Übertragungseigenschaften des deutschen Rundfunkleitungsnetzes; mit H. Ribbeck; In: Europäischer Fernsprechdienst, 1937, H. 46; Berlin-Siemensstadt, Siemens & Halske AG, Wernerwerk; 1937
- Etude de limiteurs d'amplitudes pour circuits téléphoniques : Communication du Laboratoire central du Wernerwerk des Etablissements Siemens & Halske A. G. In: Bulletin d'information sur la technique des télécommunications; 1937, No 1; B.-Siemensstadt, Siemens & Halske; 1937
- Investigation of amplitude limiters for telephone communications; In: Reports on advances in communication engineering. 1937, No 1; B.-Siemensstadt : Siemens & Halse, Wernerwerk; 1937
- Untersuchungen an Unterwegs- und Gabelechosperren für Fernverbindungen : Mitteilg aus d. Zentrallaboratorium d. Wernerwerks der Siemens & Halske AG. In: Telegraphen-, Fernsprech- u. Funk-Technik; 1937, H. 8; Berlin-Siemensstadt : Siemens & Halske AG, Wernerwerk; 1937
- Fernsprechen, Fernschreiben und Fernsehen über Leitungen : Siemens ; Fernmelde-Technik; In: Elektrotechn. Zeitschrift; Jg. 60, H. 8; B.-Siemensstadt : Siemens & Halse A. G.; 1939
- Kabel-Technik : Siemens ; Pupinkabel und Freileitungen; In: Mitteilung aus dem Zentrallaboratorium der Wernerwerke der Siemens & Halske AG; „Telegraphen-, Fernsprech-, Funk- u. Fernseh-Technik“. Jg. 31. 1942, H. 2
- Neue Gestaltung der Fernsprechnetze durch vermehrte Anwendung von Zweiwegkreisen und durch Fernwahl; mit Fritz Pfleiderer; In: Europäischer Fernsprechdienst, Jg. 1943, Folge 62
- Rezension zu Pirani, Marcello: Graphische Darstellung in Wissenschaft und Technik; (Sammlung Göschen 728) 2. verbess. Aufl., besorgt durch Dr. I. Runge. Zeitschrift für technische Physik 13 (1932), S. 246.
- Über die Ortskurven der Scheinwiderstände elektrischer Netzwerke in Abhängigkeit von der Frequenz; Wissensch. Veröffentl. d. Siemens-Konzerns 6. S. 68–105. 1928.
- Die elektrische Selbsterregung: mit einer Theorie der aktiven Netzwerke; Stuttgart, Hirzel, 1947
- Praktische Stabilitätsprüfung mittels Ortskurven und numerischer Verfahren; Berlin, Springer, 1950